# Persone di cognome Osborne
| Questa pagina contiene informazioni ricavate automaticamente dalle voci biografiche con l'ausilio del template Bio e di un bot. L'aggiornamento è periodico e automatico e ricostruisce completamente la pagina. Se manca una persona in questa lista, sei pregato di non aggiungerla, ma accertati piuttosto che la sua voce biografica contenga il template Bio e che i dati anagrafici siano correttamente compilati. Se il template Bio manca, inseriscilo tu stesso o, in alternativa, metti l'avviso {{tmp\|Bio}} che ne segnala la mancanza. Se i dati riportati sono sbagliati, correggi direttamente la voce biografica; le modifiche saranno visibili in questa lista entro pochi giorni. Per chiarimenti vedi il progetto biografie. La lista contiene solo le 45 persone che sono citate nell'enciclopedia e per le quali è stato implementato correttamente il template Bio. Pagina aggiornata al 3 nov 2022. |

Questa è una lista di persone presenti nell'enciclopedia che hanno il cognome Osborne, suddivise per attività principale.

## Animatori(1)
- Patrick Osborne, animatore e regista statunitense

## Attori(5)
- Baby Marie Osborne, attrice statunitense (Denver, n.1911 - San Clemente, † 2010)
- Bud Osborne, attore e stuntman statunitense (Contea di Knox, n.1884 - Hollywood, † 1964)
- Eric Osborne, attore e musicista canadese (Oshawa, n.1997)
- Holmes Osborne, attore statunitense (Kansas City, n.1947)
- Vivienne Osborne, attrice statunitense (Des Moines, n.1896 - Malibù, † 1961)

## Calciatori(2)
- Peter Osborne, ex calciatore inglese (n.1950)
- Reg Osborne, calciatore inglese (Wynberg, n.1898 - † 1977)

## Canottieri(1)
- Jason Osborne, canottiere tedesco (Magonza, n.1994)

## Cantanti(2)
- Jeffrey Osborne, cantante e paroliere statunitense (Providence, n.1948)
- Buzz Osborne, cantante e chitarrista statunitense (Morton, n.1964)

## Cantautori(1)
- Joan Osborne, cantautrice statunitense (Louisville, n.1962)

## Cestisti(4)
- Chuck Osborne, cestista statunitense (Flat Gap, n.1939 - Johnson, † 1979)
- Coulter Osborne, ex cestista canadese (Hamilton, n.1934)
- Jason Osborne, ex cestista statunitense (Louisville, n.1974)
- Bob Osborne, cestista e allenatore di pallacanestro canadese (Vancouver, n.1913 - Vancouver, † 2003)

## Drammaturghi(1)
- John Osborne, drammaturgo britannico (Londra, n.1929 - † 1994)

## Editori(1)
- Adam Osborne, editore e informatico inglese (Bangkok, n.1939 - Kodaikanal, † 2003)

## Fisici(1)
- Alfred Richard Osborne, fisico statunitense (Houston, n.1942)

## Fumettisti(1)
- Ted Osborne, fumettista statunitense (Oklahoma, n.1910 - Contea di San Mateo, † 1968)

## Giocatori di football americano(1)
- Tom Osborne, ex giocatore di football americano, allenatore di football americano e politico statunitense (Hastings, n.1937)

## Giornalisti(1)
- Charles Osborne, giornalista, critico musicale e scrittore britannico (Brisbane, n.1927 - † 2017)

## Giuristi(1)
- Francis Osborne, V duca di Leeds, giurista e politico britannico (Thurso, n.1751 - Londra, † 1799)

## Nobili(7)
- Amelia Darcy, nobildonna inglese (n.1754 - † 1784)
- George Osborne, X duca di Leeds, nobile e politico inglese (Londra, n.1862 - † 1927)
- George Osborne, IX duca di Leeds, nobile inglese (Parigi, n.1828 - Horby Castle, † 1895)
- John Osborne, XI duca di Leeds, nobile e politico inglese (Bordighera, n.1901 - Francia, † 1963)
- Peregrine Osborne, III duca di Leeds, nobile e politico inglese (n.1691 - † 1731)
- Thomas Osborne, I duca di Leeds, nobile e politico inglese (York, n.1631 - Easton Neston, † 1712)
- Thomas Osborne, IV duca di Leeds, nobile, politico e magistrato inglese (n.1712 - Londra, † 1789)

## Parolieri(1)
- Gary Osborne, paroliere e musicista britannico (Londra, n.1949)

## Politici(4)
- Edward Osborne, politico inglese (n.1596 - † 1647)
- George Osborne, politico britannico (Londra, n.1971)
- George Osborne, VI duca di Leeds, politico inglese (Londra, n.1775 - Londra, † 1838)
- Peregrine Osborne, II duca di Leeds, politico e ufficiale inglese (n.1659 - † 1729)

## Produttori cinematografici(1)
- Barrie M. Osborne, produttore cinematografico neozelandese (New York City, n.1944)

## Produttori discografici(1)
- Steve Osborne, produttore discografico britannico (Londra, n.1963)

## Registi(1)
- Mark Osborne, regista, sceneggiatore e animatore statunitense (Trenton, n.1970)

## Rugbisti a 15(1)
- Glen Osborne, ex rugbista a 15 e conduttore televisivo neozelandese (Wanganui, n.1971)

## Scrittori(3)
- Dorothy Osborne, scrittrice inglese (Chicksands Priory, n.1627 - Moor Park, † 1695)
- Lawrence Osborne, scrittore e viaggiatore inglese (Londra, n.1958)
- Mary Pope Osborne, scrittrice statunitense (Fort Sill, n.1949)

## Tennisti(2)
- Alexandra Osborne, tennista australiana (Sydney, n.1995)
- Jim Osborne, ex tennista statunitense (Honolulu, n.1945)

## Wrestler(1)
- Matt Osborne, wrestler statunitense (Charlotte, n.1957 - Plano, † 2013)